# Chlorsulfonierung
Die Chlorsulfonierung ist eine elektrophile aromatische Substitution, bei der ein Wasserstoff am Ring des Aromaten gegen eine Sulfonylchloridgruppe ausgetauscht wird. Sie dient zur Einführung einer Schwefelfunktion in den aromatischen Kern (Ar). Sie wird meist durch die Umsetzung des Aromaten mit Chlorsulfonsäure erreicht (ArSO2Cl). Als Nebenprodukt entsteht meist das symmetrische Sulfon (ArSO2-Ar).

## Allgemeiner Reaktionsmechanismus
{\displaystyle \mathrm {Ar-H\ +\ 2\ ClSO_{3}H\longrightarrow \ Ar-SO_{2}Cl\ +\ HCl\ +\ H_{2}SO_{4}} }
Wobei Ar einen Arylrest beschreibt.

Bei der Umsetzung von Benzol mit Chlorsulfonsäure entsteht Benzolsulfochlorid (1), das mit Natronlauge zu Natriumbenzolsulfonat (2a), mit Ammoniak zu Benzolsulfonamid (2b) oder mit Alkoholen zu Benzolsulfonsäureester (2c) reagiert.

Sulfochloride sind wertvolle Zwischenprodukte der industriellen organischen Chemie. Durch weiterführende Reaktionen gelangt man so zu
- Sulfinsäuren (ArSO2H, Reduktion mit z. B. Sulfiten, Weiterverarbeitung zu Sulfonen (ArSO2-R)).

- Thiophenolen (ArSH, Reduktion),

- Sulfonamiden (ArSO2NH2, Aminolyse) oder zu

- Sulfonsäuren (ArSO3H, Hydrolyse).

## Wichtige Folge-Produkte
- niedere Alkylsulfonate (Netz-, Emulgier- und Flotationsmittel)
- höhere Alkylsulfonate (Tenside)
- Acetylsulfanilsäurechlorid → Sulfonamide
- o-Toluolsulfochlorid → Saccharin

Die Sulfogruppe lässt sich in einer Alkalischmelze durch eine Hydroxygruppe ersetzen:
- Phenole
- Naphthole
- Alizarin

Aus diesen werden die Edukte für zahlreiche synthetische Farbstoffe hergestellt.